# Florencio Caffaratti

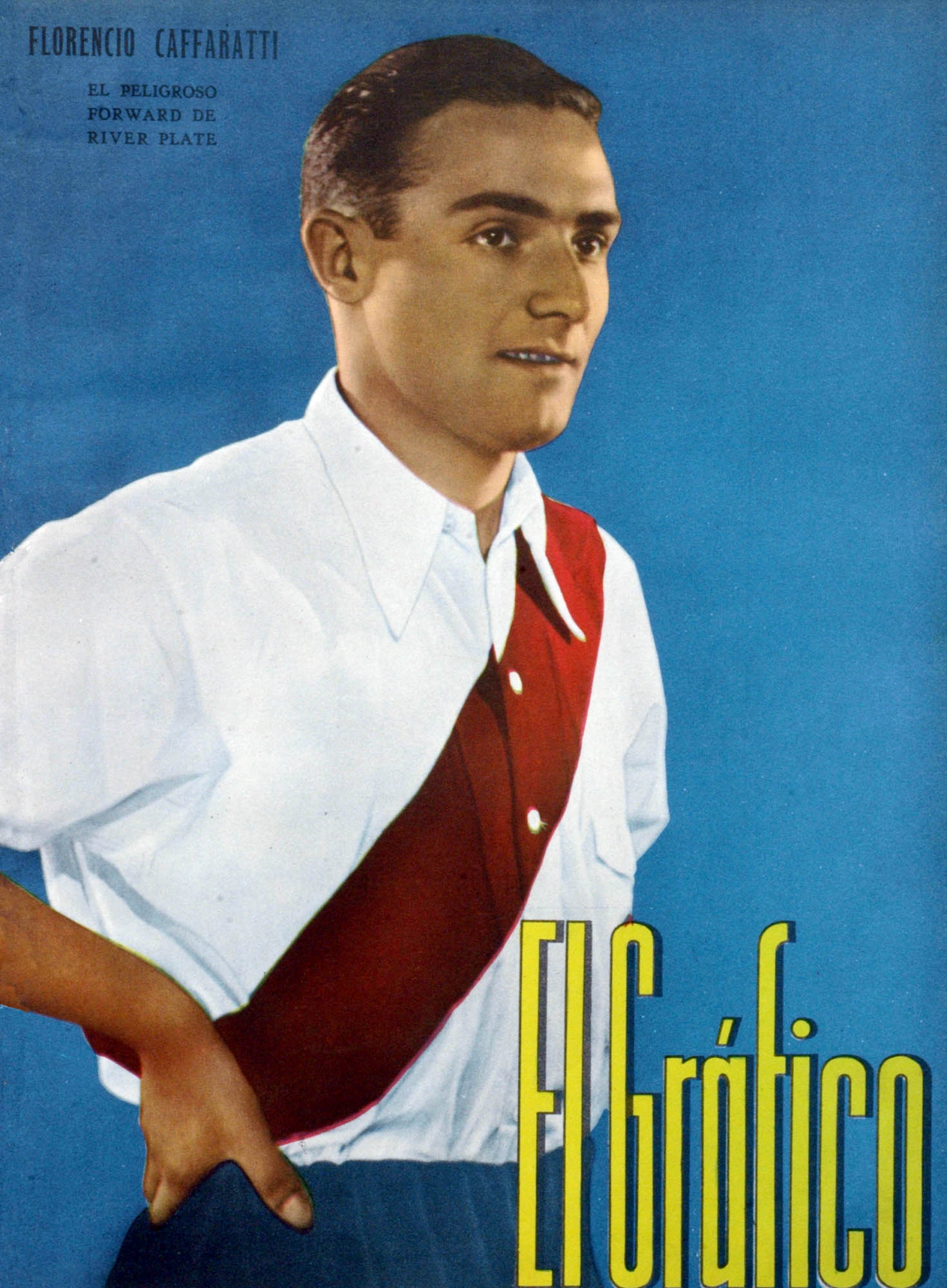
Florencio Caffaratti

Florencio Caffaratti Chisalvo (* 3. Mai 1915 in El Trébol, Santa Fe, Argentinien; †  15. September 2001 in Toluca, Mexiko) war ein argentinischer Fußballspieler, der im offensiven Mittelfeld bzw. im Angriff agierte und nach seiner aktiven Laufbahn als Trainer tätig war.

## Leben

### Spieler
Caffaratti begann seine Laufbahn im Nachwuchsbereich seines Heimatvereins Trebolense und wechselte 1936 zu den Newell’s Old Boys sowie ein Jahr später zum CA Vélez Sársfield, für den er zwischen 1937 und 1939 insgesamt 49 Spiele absolvierte und 41 Tore erzielte. Anschließend wechselte er zum River Plate, bevor er von 1940 bis 1943 für den CA Banfield tätig war.
Seine fußballerischen Qualitäten waren weit über Argentinien hinaus bekannt, so dass er bei Einführung der mexikanischen Pfofiliga zu Beginn der Saison 1943/44 vom Hauptstadtverein Club América verpflichtet wurde, für den er insgesamt vier Spielzeiten bis zum Ende der Saison 1946/47 unter Vertrag stand.
Vor Beginn der Saison 1947/48 wechselte er zum FC Barcelona in die spanische Liga, wo er nur fünf Spiele absolvierte, aber immerhin sechs Tore erzielte. Am Ende der Saison stand ebenso der Gewinn der spanischen Fußballmeisterschaft wie in der darauffolgenden Saison 1948/49, in der Caffaratti neun Spiele absolvierte und einen Treffer erzielte.
1949 entschied Caffaretti sich für eine Rückkehr nach Mexiko, wo er in den nächsten Jahren noch einmal beim Club América sowie den Real Club España und San Sebastián de León spielte.

### Trainer
Nach seiner aktiven Laufbahn arbeitete Caffaratti als Trainer in Mexiko und führte den Club Celaya am Ende der Saison 1957/58 zum Gewinn der Zweitliga-Meisterschaft und dem damit verbundenen Aufstieg in die erste Liga. Außerdem trainierte er den CD Veracruz und den CF Atlante.

## Erfolge

### Als Spieler
- Spanischer Meister: 1948, 1949
- Copa Eva Duarte: 1948
- Copa Latina: 1949

### Als Trainer
- Mexikanischer Zweitligameister: 1958